# Ostrava Open Challenger 2020
L'Ostrava Open 2020 è stato un torneo maschile di tennis giocato sulla terra rossa. È stata la 17ª edizione del torneo, facente parte della categoria Challenger nell'ambito dell'ATP Challenger Tour 2020. Si è giocato al SC Ostrava di Ostrava in Repubblica Ceca, dal 31 agosto al 6 settembre 2020.

## Partecipanti

### Teste di serie
| Nazionalità   | Giocatore           | Ranking* | Testa di serie |
| ------------- | ------------------- | -------- | -------------- |
| Svizzera      | Henri Laaksonen     | 129      | 1              |
| Bielorussia   | Il'ja Ivaška        | 138      | 2              |
| Corea del Sud | Chung Hyeon         | 142      | 3              |
| Lettonia      | Ernests Gulbis      | 158      | 4              |
| Slovacchia    | Martin Kližan       | 160      | 5              |
| Francia       | Arthur Rinderknech  | 161      | 6              |
| Canada        | Steven Diez         | 165      | 7              |
| Ucraina       | Serhij Stachovs'kyj | 168      | 8              |

* Ranking al 24 agosto 2020.

### Altri partecipanti
I seguenti giocatori hanno ricevuto una wild card per il tabellone principale:
- Tomáš Macháč
- Dalibor Svrčina
- Otto Virtanen

I seguenti giocatori sono entrati in tabellone come special exempt:
- Tallon Griekspoor
- Aslan Karacev

I seguenti giocatori sono passati dalle qualificazioni:
- Marc-Andrea Hüsler
- Zdeněk Kolář
- Vít Kopřiva
- Mats Moraing

IL seguente giocatore è entrato in tabellone come lucky loser:
- Malek Jaziri

## Punti e montepremi
| Torneo    | Torneo              | V      | F      | SF    | QF    | 2T    | 1T    | Q | Q2  | Q1  |
| Singolare | Punti               | 125    | 75     | 45    | 25    | 10    | 0     | 5 | 0   | 1   |
| Singolare | Premi in denaro (€) | 18 290 | 10 770 | 6 370 | 3 710 | 2 180 | 1 320 | – | 660 | 330 |
| Doppio    | Punti               | 125    | 75     | 45    | 25    | –     | 0     | – | –   | –   |
| Doppio    | Premi in denaro (€) | 7 870  | 4 570  | 2 740 | 1 630 | –     | 920   | – | –   | –   |

## Campioni

### Singolare
Aslan Karacev ha sconfitto in finale  Oscar Otte con il punteggio di 6-4, 6-2.

### Doppio
Artem Sitak /  Igor Zelenay hanno sconfitto in finale  Karol Drzewiecki /  Szymon Walków con il punteggio di 7-5, 6-4.